# Кленовское сельское поселение (Пермский край)
Кленовское сельское поселение — упразднённое муниципальное образование в составе Большесосновского района Пермского края.
Административный центр — село Кленовка.
Существовало с 19 декабря 2004 года по 14 мая 2021 года Большесосновский муниципальный район, упразднено в связи с преобразованием муниципального района в муниципальный округ.

## Население
| 2010 | 2012 | 2013 | 2014 | 2015 | 2016 | 2017 |
| ---- | ---- | ---- | ---- | ---- | ---- | ---- |
| 810  | ↗819 | ↘797 | ↘788 | ↘750 | ↘720 | ↘691 |
| 2018 | 2019 | 2020 | 2021 |      |      |      |
| ↘675 | ↘660 | ↘648 | ↗656 |      |      |      |

## Населённые пункты
В состав поселения входили 6 населённых пунктов:
- с. Кленовка — центр сельского поселения
- д. Дробины
- д. Заболотово
- д. Колоколово
- с. Малые Кизели
- д. Шамары